# Право плодоуживања
Право плодоуживања је лична службеност која овлашћује титулара да употребљава туђу ствар и убира њене плодове, без повреде суштине ствари и промјене намјене. Право плодоуживања је право коришћења и прибирања плодова. Титулар плодоуживања (плодоуживалац) овлашћен је да се служи послужном стрвари. Обим овлашћења плодоуживаоца, приликом оснивања плодоуживања, може се ограничити уговором. Ако је у корист правног лица установљено право плодоуживања, оно је, као строго лично право, неотуђиво.

## Предмет плодоуживања
Предмет плодоуживања могу бити непотрошне покретне или непокретне ствари. То су непотрошне ствари које се могу користити или употребити без повреде њене суштине. Ствари које су предмет плодоуживања могу бити индивидуално одређене, али и по роду, ако се оне могу индивидулаизовати.

## Овлашћења плодоуживаоца
Плодоуживалац је овлашћен да се служи послужном ствари или правом са циљем прибирања плодова, да ствар држи као непосредни држалац и да је употребљава. Плодоуживалац се служи послужном ствари да би од ње прибавио природне, цивилне и индустријске плодове. Плодоуживалац се са послужном ствари може користити у складу са њеном основном намјеном. Због тога није овлашћен да јој мијења основну намјену нити да задире у њен садржај.